# Tríptic d'Adriaan Reins
El Tríptic d'Adriaan Reins és un tríptic pintat a l'oli sobre tela pel pintor primitiu flamenc d'origen alemany Hans Memling, que va treballar a Bruges a la segona meitat del segle xv. Es troba al museu Memling de Bruges, el mateix lloc per al qual fou creat per l'autor.
El tríptic tancat mostra imatges de Santa Wilgefortis a l'esquerra i santa Maria Egipcíaca a la dreta. Obert, el panell esquerre mostra Sant Adrià i el donant agenollat; al centre una escena d'un Davallament de la Creu i, al tauler de la dreta es veu Santa Bàrbara.
El quadre va ser encarregat per Adriaan Reins, monjo de l'hospital de Sant Joan. Els rostres del donant no mostra signes d'una tragèdia, només d'un trist esdeveniment. Presenta una certa influència de l'estil de Rogier van der Weyden i Hugo van der Goes i s'ha considerat que podria ser una obra de joventut, tot i tenir la data de 1480 al marc. Es pensa que la data no és de quan va ser pintat, sinó de quan va ser donat per Reins a l'hospital. Al marc de la taula central hi ha les inicial el donant "AR". El tríptic de Reins és probablement una còpia d'un altre treball que es troba al Museu Boymans Van Beuningen de Rotterdam (part central) i en col·leccions privades a Luxemburg (les ales del tríptic).